# NGC 1999
NGC 1999示一個充滿塵埃的亮星雲，它是一個反射星雲，是被明亮的變星獵戶座V380照亮的。它位於獵戶座，距離地球1,500光年之處。i
.

 维基共享资源上的相關多媒體資源：NGC 1999
- NED – NGC 1999
- SEDS – NGC 1999
- SIMBAD – NGC 1999
- VizieR – NGC 1999